# Nectria multispina
Nectria multispina is een zeester uit de familie Goniasteridae.
De wetenschappelijke naam van de soort werd in 1928 gepubliceerd door Hubert Lyman Clark.